# Hyundai Doosan Infracore
Develon (ehemals Hyundai Doosan Infracore Co., Ltd.) (koreanisch 현대두산인프라코어 주식회사), früher bekannt als Doosan Infracore, ist ein südkoreanisches Unternehmen, das Baumaschinen und Motoren herstellt. Gemessen am Umsatz ist es einer der größten Baumaschinenhersteller. Doosan Infracore wurde im Jahr 2021 von der Hyundai Heavy Industries Group übernommen. Im Januar 2023 wurde Hyundai Doosan Infracore in Develon umbenannt.

## Geschichte

### Daewoo Schwerindustrie
Daewoo Heavy Industries wurde 1937 als Chosun Machine Works gegründet, als Korea noch unter japanischer Herrschaft stand. Nach dem Rückzug Japans aus Korea wurde das Unternehmen von der Regierung verstaatlicht und 1963 als Hankook Machine Industrial in ein öffentliches Unternehmen umgewandelt. Im Jahr 1969 wurde Hankook Machine nach dem Verkauf an die Shinjin Group privatisiert. 1975 begann das Unternehmen mit finanzieller Unterstützung der deutschen Regierung und in technischer Zusammenarbeit mit der MAN SE mit der Produktion von Dieselmotoren.
Das Unternehmen geriet jedoch aufgrund der mangelnden Inlandsnachfrage und der instabilen Ausrichtung in finanzielle Schwierigkeiten, und Shinjin musste das Unternehmen an eine staatlich kontrollierte Bank zurückverkaufen. Im Jahr 1976 erwarben Daewoo Industrial und seine Tochtergesellschaften einen Anteil von 44,8 % der Gesamtaktien und änderten den Namen in Daewoo Heavy Industries.

### Doosan Infracore
Während der Finanzkrise im Jahr 1997 brach Daewoo zusammen, und seine Tochtergesellschaften wurden an andere Unternehmen verkauft. Die Aktionäre von Daewoo Heavy stimmten zunächst der Ausgliederung der Bereiche Schiffbau und Maschinenbau in die eigenständigen Unternehmen Daewoo Shipbuilding & Marine Engineering und Daewoo Heavy Industries & Machinery zu. Im Jahr 2005 wählten die Korea Development Bank und die Korea Asset Management Corporation ein Konsortium unter der Führung von Doosan Heavy Industries als Hauptbieter für Daewoo Heavy aus und unterzeichneten offiziell einen Vertrag. Nach der Übernahme wurde Daewoo Heavy in Doosan Infracore umbenannt.
Doosan Infracore baute das Schwermaschinengeschäft durch die Übernahme von Global Players aus. Im März 2007 erwarb das Unternehmen Yantai Yuhua Machinery, einen Radladerhersteller, für 22 Millionen Yuan. Mit dem Kauf von Bobcat und anderen Baumaschinen von Ingersoll Rand für 4,9 Milliarden Dollar im November 2007 verzeichnete Doosan die größte internationale Übernahme in Südkorea. Die europäische Tochtergesellschaft von Doosan übernahm 2008 das norwegische Muldenkipper-Unternehmen Moxy Engineering für 55 Millionen Euro.
Im Jahr 2021 erwarb die Hyundai Heavy Industries Group einen 35-prozentigen Anteil an Doosan Infracore für 850 Milliarden Won. Der 51-prozentige Anteil von Doosan Infracore an Doosan Bobcat war jedoch nicht Teil des Verkaufs.